# Waleed Al-Jasem
Waleed Al-Jasem (Kuwait; 18 de noviembre de 1959–París;  26 de mayo de 2025) fue un futbolista kuwaití que jugaba en la posición de defensa.

## Carrera

### Club
Jugó toda su carrera con el Kuwait SC de 1977 a 1990, logrando ser campeón de liga en 1979 y ganó ocho títulos de copa nacional.

### Selección nacional
Jugó para Kuwait en 16 partidos entre 1979 y 1989 sin anotar goles, fue campeón de la Copa Asiática 1980 y participó en otras dos ediciones de la Copa Asiática, dos ediciones de los Juegos Asiáticos, la Copa Mundial de Fútbol de 1982 y los Juegos Olímpicos de Moscú 1980.

## Logros

### Club
- Liga Premier de Kuwait: 1

1978-79
- Copa del Emir de Kuwait: 6

1977, 1978, 1980, 1985, 1987, 1988
- Copa Federación de Kuwait: 1

1977-78
- Kuwait Joint League: 1

1988-89

### Selección nacional
- Copa Asiática: 1

1980